# Friedrich Jansen (Weinhändler)
Friedrich Jansen (* 5. September 1883 in Krempel bei Lunden; † 15. Mai 1945 in Meldorf) war ein deutscher Weinhändler. Jansen wurde beim Versuch, die Amtsaufgabe des noch amtierenden NSDAP-Bürgermeisters am 11. Mai 1945 zu erzwingen, von diesem angeschossen. Vier Tage später verstarb er im Krankenhaus. Besondere Bekanntheit erreichte dieser Fall, weil er nach der bedingungslosen Kapitulation Deutschlands stattfand.

## Leben
Friedrich Jansen wurde 1883 in Krempel geboren. Als gelernter Kellermeister übernahm er 1909 die Weinhandlung am Südermarkt 2 in Meldorf. Er war ein angesehener Bürger der Stadt. Von 1929 bis 1938 war er Vorstandsmitglied der Meldorfer Stadtsparkasse.
In seiner Weinhandlung trafen sich am 11. Mai 1945 Männer aus allen politischen Lagern, um die Zukunft Meldorfs zu beratschlagen. Dabei wurde beschlossen, den noch amtierenden NSDAP-Bürgermeister Ferdinand Diekmann aufzusuchen, um ihn zum freiwilligen Rücktritt zu bewegen. Sie trafen Diekmann im Garten hinter dem Rathaus vor dem Kellereingang an. Jansen begann die Verhandlungen auf plattdeutsch: „Ferdinand, wi much mol mit di snacken!“ Der Bürgermeister nahm sich die Zeit, so dass Jansen weiter ausholen konnte: „Hör mal Ferdinand, wir sind beauftragt, dich zu bitten, dass du deinen Bürgermeisterposten niederlegst.“ Diekmann antwortete jedoch empört: „Ihr Verräter! Spitzbuben!“, zückte eine Pistole und streckte Jansen mit zwei Schüssen nieder.
Der Leiter der Stadtwache Heinrich Kammrath wurde informiert, griff sofort zu seinem Karabiner und rannte in den Garten. Dort fand er nicht nur den sterbenden Jansen vor, der noch mit letzter Kraft versuchte, sich fortzuschleppen, sondern auch den Bürgermeister, der sofort das Feuer auf ihn eröffnete. Kammrath tötete daraufhin Diekmann mit einem Kopfschuss.
Der schwer verwundete Jansen wurde ins Meldorfer Krankenhaus gebracht, doch die Ärzte konnten ihn nicht mehr retten. Nach vier Tagen erlag er seinen Verletzungen. Noch am Abend des 11. Mai 1945 nahmen die Briten 22 führende Meldorfer Nazis fest. Mit einer großen Trauerfeier wurde Jansen am 19. Mai beigesetzt. Die Weinhandlung führte Jansens Sohn Hans bis 1978 weiter.

## Juristisches Nachspiel
Der „Fall Diekmann“ hatte noch ein juristisches Nachspiel: Im Mai 1955 wurde der Staatsanwaltschaft Itzehoe ein anonymes Schreiben zugeschickt. „Mehrere Einwohner Dithmarschens“, wie der Brief unterschrieben war, wollten den Täter Diekmann zum Opfer machen und forderten die Staatsanwälte auf, gegen Kammrath zu ermitteln. Zu einem Verfahren kam es allerdings nicht. Die Staatsanwaltschaft kam nach der Befragung diverser Zeugen eindeutig zu dem Schluss, dass Heinrich Kammrath in Notwehr gehandelt hatte.

## Gedenken

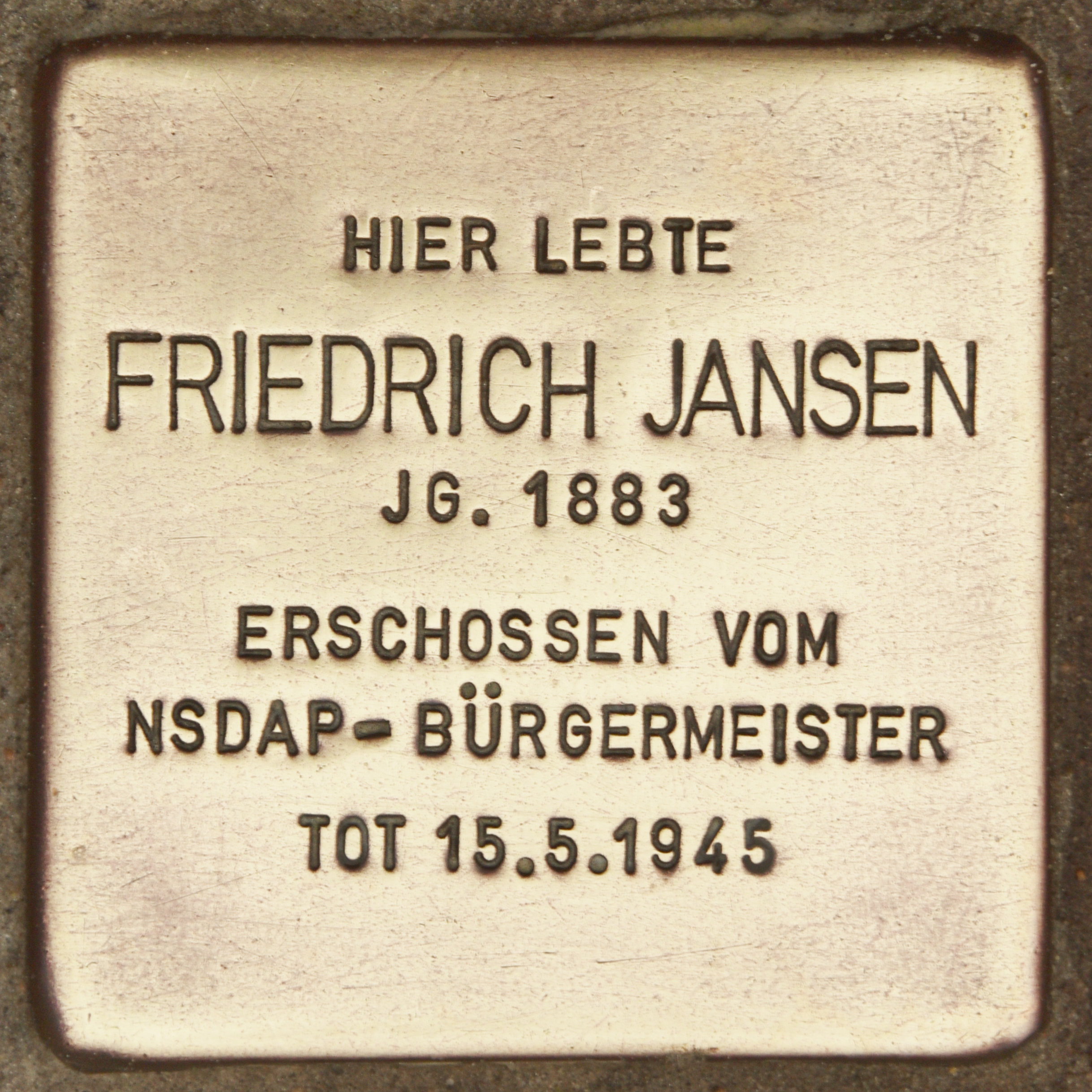
Stolperstein Friedrich Jansen, Meldorf, Südermarkt

Am 8. August 2008 verlegte Gunter Demnig einen Stolperstein zur Erinnerung an Jansen am Südermarkt 2 in Meldorf. In Meldorf wurde bereits eine Straße nach Jansen benannt.